# Zofia Dmuszewska
Zofia Dmuszewska, född 1785, död 1807, var en polsk skådespelare och operasångare, aktiv 1801-1807. 
Hon var dotter till skådespelaren August Petrascha. Hon studerade sång under J. Elsner, och debuterade på nationalteatern i Warszawa år 1801, som hon sedan tillhörde till sin död. Hon gifte sig 1805 med kollegan Louis Adam Dmuszewski och blev då känd under sitt nya namn. Dmuszewska agerade både inom teater och opera, något som då var vanligt. Hon ansågs vara en duktig skådespelare i talroller, men det var främst som operasångerska hon blev berömd, och hon har beskrivits som sin generations största operasångerska i Polen, där hon var enormt populär och ska ha dragit stora beundrarskaror under sina framträdanden. Hon framträdde inför Napoleon I när han erövrade Polen och utropade hertigdömet Warszawa år 1807. Hennes död senare samma år ska ha orsakat landssorg.  